# Grabary
Grabary – część miasta Jelenia Góra, położona we wschodniej części miasta. Dawne Grabary, to obecnie głównie ulice Chłopska i Batalionów Chłopskich.

## Historia
Grabary (niem. Hartau) po raz pierwszy zostają wymienione w 1369 jako własność rycerska. W 1546 wieś staje się własnością miasta Jelenia Góra. Jako niższa jednostka administracji państwowej i samorządowej gmina zostaje wyodrębniona mocą ustawy z 11 marca 1850 i podporządkowana landratowi w Jeleniej Górze. Do 1872 właściciel ziemski (Jelenia Góra) sprawował już tylko nadzór policyjny. W 1923 część wsi leżąca na lewym brzegu Bobru zostaje włączona w administracyjne granice miasta.

## Gospodarka
Znajduje się tutaj Centrum Motoryzacyjne Grabarów autoryzowany dealer marki Citroën oraz Firma Handlowa Ligęza – dealer marki Opel. Istnieje także kilka sklepów, oraz firmy Oskar i Parys. Przy ul. Wrocławskiej znajduje się stacja benzynowa PKN Orlen.

## Infrastruktura
Przy ul. Lotnictwa znajduje się stacja meteorologii oraz Szkoła Podstawowa nr 5, a nieopodal jest lotnisko Aeroklubu Jeleniogórskiego (gdzie w 2004 odbyły się mistrzostwa Europy Strongmana). Przez dzielnicę przebiega ruchliwa trasa nr 3 (E-65) relacji Świnoujście – Jakuszyce. Na terenie dzielnicy znajduje się również planowane bezkolizyjne skrzyżowanie „Węzeł Grabarów”.
Główne ulice dzielnicy to:
- Wrocławska,
- Wincentego Pola,
- Łączna,
- Batalionów Chłopskich,
- Chłopska,
- Maciejowska,
- Lotnictwa

## Turystyka
W dzielnicy nie ma znaczących zabytków architektury, jedynie atrakcje przyrodnicze oraz grodzisko wczesnośredniowieczne.
Przez jej teren przepływają rzeki Bóbr oraz Radomierka. Zlokalizowanych jest tutaj kilka szczytów in.:
- Jelenia Skała (420 m n.p.m.),
- Koziniec (462 m n.p.m.) – częściowo tylko w granicach administracyjnych Jeleniej Góry, reszta w miejscowości Dąbrowica,
- Popielnica (410 m n.p.m.),
- Skowron (388 m n.p.m.).